# 갈리아주의
갈리아주의(Gallicanism)란, 프랑스의 세속적인 문제에 관해서는 왕권이 교권보다 우선한다는 사고 방식으로, 유럽적 규모의 조직의 일부를 구성하고 있던 프랑스 국내의 교회에 대해 교황의 간섭을 배제하고 군주의 통제 아래 두고자 했던 국가교회의 움직임이다. 어원은 프랑스의 옛 지명이기도 한 갈리아에서 따왔다. 
당시 바티칸과 평행선을 달렸던 프랑스 교회의 이 독자적인 주장은 성직자들의 눈을 바티칸의 로마 교황을 정점으로 하는 유럽적 규모의 교회 조직에서 프랑스로 향하게 하는 효과가 있었다. 이와 대립되는 개념이 교황지상주의(울트라몬타니즘)이다.
일본어에서는 갈리아주의, 국가교회 체제, 프랑스 국민교회주의, 프랑스 국민교회주의 등으로 번역되는데, 한국에서도 일본어 번역을 따라 갈리아주의, 또는 갈리아교회주의로 부르거나, 프랑스어 원어를 그대로 읽어 갈리카니즘(Gallicanism)이라고 부르기도 한다. 

## 역사
갈리아주의의 출발점에는 여러 설이 있다. 교황 알렉산데르 4세가 1257년에 낸 공개 칙서 ‘쿠아시 리그눔 위퀘’에 의한 교황직의 지원에 대한 대학측의 분개, 1398년에 열린 회의에서 교황권을 순수하게 신앙상에서의 지상권만을 인정한 것, 1303년의 아나니 사건으로, 프랑스 국왕과 반교황적인 성직자 및 지식인이 연관되었다는 것 등이다.
이 무렵, 유럽에서는 교회 대분열에 의한 혼란으로 교황권이 쇠퇴해 가고 있었지만, 프랑스 국왕은 백년전쟁이라  불리는 당시 잉글랜드와의 전쟁이 장기화됨에 따라 교회에 대한 지배를 강화하고 있었다. 또 당시 교회 안에는 교회의 여러 권리들을 행사하는 것은 교황이 아니라 ‘모든 신도들’이라는 파도바의 마르시리우스 등의 주장이 차츰 설득력을 얻고 있었고, 이러한 사정 속에서 갈리카니즘이 널리 퍼져 나갔다. 
15세기 프랑스 국내는 프랑스 교회의 자유를 표방하는 아르마냐크파와 교황좌를 지지하는 부르고뉴파로 분열되어 있었다. 그러나 아르마냐크파의 지지를 받는 샤를 7세가 왕위에 오르면서 갈리아주의 교회에 대한 경향이 확실해졌다.
그러나 그런다고 교황의 권위가 모두 상실된 것은 아니었다. 프랑스 국왕 샤를 7세는 교황 에우제니오 4세의 폐위를 인정하는 데까지는 이르지 못했고, 루이 11세 '부르쥬 정교 칙령'(부르쥬의 국본 조칙)을 협조적인 정교 조약으로 바꾸려고 시도한다. 이처럼 일관되게 갈리아주의 교회가 우세했던 것은 아니다. 게다가 브르타뉴와 부르고뉴에서는 그 뒤로도 죽 바티칸과의 밀접한 관계가 지속되고 있었다. 
그 이외의 프랑스 지역에서는 갈리아 교회에 대한 경향이 조금씩 그리고 꾸준히 정착해 나갔다고 할 수 있다. 특히 프랑스의 법학자들과 파리 고등법원은 이러한 사고방식을 지지하였으며, 1516년에 프랑수아 1세가 교회와 맺은 볼로냐 정교협약에서는 프랑스 국왕에게 프랑스 국내 고위 성직자를 지명할 권한을 주었다. 또 1790년의 성직자 공민헌장(Constitution Civile du Clerg)에 의해 주교의 수가 감축, 주교와 사제를 프랑스 인민이 선택하게 되어 프랑스 국내의 성직자는 교황이 아니라 프랑스 헌법에 충성을 맹세하게 되는 등 사실상 프랑스에서의 로마 교황권은 철폐되었다. 이 사건은 갈리아주의의 상징적인 사건으로 평가되고 있다.
그러나 19세기 프랑스 교회 내에서는 17세기경에 대두한 교황지상주의(울트라몬타니즘)가 갈리아주의와 대립하게 된다. 17세기경부터 삼부회의 제1신분과 제3신분은 각각 교황지상주의와 갈리아주의를 주장하며 대립하고 있었는데, 1869년의 바티칸 공의회에서 양측은 프랑스 국내 교회에서의 교황의 역할에 대한 논점으로 충돌했다. 교황지상주의는 교황이 곧 지상의 종교 권력이라고 주장했고, 갈리아주의는 세계적 규모의 공의회에 교회에서의 지상권이 있다고 주장했다. 이 싸움을 제압한 것은 교황지상주의였고 이로 해서 교황권이 확립되었다. 그러나 그 이후 발생한 정치적 문제로 신학 문제에 대한 논의가 더 이루어지지 않았다.
그 후, 1905년에 성립한 정교분리법에 따라 갈리아주의는 쇠퇴해 갔다.

## 참고 문헌
- エメ・ジョルジュ・マルティモール『ガリカニスム―フランスにおける国家と教会』（白水社、1987年　原著は1973年刊行）
- マルク・ブロック『王の奇跡』（刀水書房、1998年）
- 松本宣郎編『キリスト教の歴史１』(宗教の世界史 8)、2009 山川出版社
- 高柳俊一・松本宣郎編『キリスト教の歴史２』(宗教の世界史 9)、2009 山川出版社
- 柴田 三千雄・樺山 紘一・福井 憲彦著『フランス史〈1〉先史～15世紀』(世界歴史大系)、1995 山川出版社
- 福井憲彦編『フランス史』(新版世界各国史)、2001 山川出版社
- 井上政巳監訳『キリスト教2000年史』、2000 いのちのことば社
- マイケル・デイヴィド、ディミトリ・オボレンスキー著『キリスト教史〈4〉中世キリスト教の発展』、1996 平凡社

## 같이 보기
- 울트라 몬타니즘
- 교황권
- 유럽에서 정교분리의 역사